# Neophyllura arbuti
Neophyllura arbuti är en insektsart som först beskrevs av Schwarz 1904.  Neophyllura arbuti ingår i släktet Neophyllura och familjen rundbladloppor. Inga underarter finns listade i Catalogue of Life.